# Armsdale
Armsdale – wieś w Anglii, w hrabstwie Staffordshire. Leży 18 km na północny zachód od miasta Stafford i 215 km na północny zachód od Londynu.